# DearS
DearS (яп. ディアーズ) — японська манґа авторства групи манґак Peach-Pit (яп. ピーチピット) та однойменний аніме-серіал.

## Сюжет
Японія, XXI століття. За рік до початку дії на Землю прилетіли прибульці з космосу. Їх корабель пошкоджений, вони не можуть самостійно його полагодити і, мабуть, не дуже сподіваються отримати допомогу. Члени екіпажа вступають в контакт із землянами і намагаються якимсь чином влитися в земне життя. Ситуацію полегшує той факт, що прибульці — цілком людиноподібні, причому, за земними канонами, дуже красиві хлопці і дівчата. Відмітна особливість — всі вони носять широкі щільні ошийники з пряжкою попереду, крім того у дівчат дуже довге волосся. Прибульці доброзичливі, вони із задоволенням знайомляться з життям людей і входять в це життя, поселяються в сім'ях, допомагаючи своїм новим родичам, ходять на правах «учнів по обміну» в земні школи. Вони отримують на землі загальну назву «Dears» — «Дорогі друзі». Діарс украй популярні — маса людей, від молодших школярів до пенсіонерів, захоплюються ними і готові на все, аби опинитися поблизу від прибульців.
Такея — японський школяр, що живе окремо від сім'ї. Він не розділяє загального божевілля. У нього завжди були певні підозри, що все може опинитися не так просто, що прибульці можуть бути зовсім не такі вже доброзичливі і щирі, як здаються. І ось саме йому доводиться зіткнутися з Діарс тоді, коли він найменше цього чекає. Він випадково зустрічає на вулиці дівчину, яка не вміє говорити японською, нічого не знає і не розуміє. У неї немає навіть одягу. Хлопцю хочеш не хочеш доводиться привести дівчину до себе додому. На щастя, природний талант до вивчення мов дозволяє Рен — так Такея називає нову знайому, — вивчити японський за одну ніч і почати спілкуватися з хлопцем, але у іншому вона залишається абсолютним «чистим листом», не уміє ні одягатися, ні готувати, ні поводитися належним чином. Так одна з Діарс, що чомусь разюче відрізняється поведінкою від своїх телевізійних побратимів, поселяється у нього в домі.

## Персонажі

Головні персонажі аніме: (перший ряд) Ненеко та Ніа, (другий ряд) Мітсука Йосіміне та Міу, (третій ряд) Кі, Такея Ікухара, Рен та Рубі, (четвертий ряд) Натсукі Ікухара та Хікороу Оікава

Такея Ікухара (яп. 幾原 武哉) — імпульсний 17-річний школяр і головний герой аніме. Здається холодним, але насправді має добре серце. Часто виходить із себе. Не полюбляє прибульців (внаслідок травми в дитинстві). В результаті низки випадкових подій стає «хазяїном» інопланетянки Рен та згодом закохується в неї.
Сейю: Таніяма Кісо
Рен (яп. レン) — справжнє ім'я Рен Рен Рен Нагусаран Ренсія Рурунрен Накора (яп. レンレンレンナグサランレンシーア・ルルンンレン・ナコラ) що означає її індефікаційний номер 000-3901-0. Її ім'я позначає, що вона належить до нульової серії ДіарС, яка ніколи не повинна була з'явитись серед людей. Рен це лише скорочення, яким її назвав Такея. Інопланетянка ДіарС, яка знайшла Такея, коли випадково загубилася при траспортуванні, та вибрала його як свого хазяїна.
Через малий досвід поводження з людьми, Рей дуже наївна тож нерідко її дії призводять до протилежних наслідків, ніж вона очікувала.
Сейю: Сімізу Аі
Ненеко Ізумі (яп. 和泉 寧々子) — подруга дитинства Такея. Ненеко дуже урівноважена та реалістична людина, дуже часто допомагає Такею. Закохана в Такею, хоча навіть собі не зізнається в цьому.
Сейю: Сайто Тіва
Міцука Йосіміне (яп. 芳峰 蜜香) — вчителька англійської (в англійському варіанті манґи — іспанської) в школі Такея. Дуже розумна та енергійна особа. Має звичку з'являтися в найнесподіваніших місцях, перетворюючі навійть найсерьйознішу розмову в незручну ситуацію, в основному через свою надмірну сексуальність.
Сейю: Іноє Кікуко
Міу (яп. ミゥ) — ДіарС, яку перевели в школу Такея. Спочатку дуже негативно ставиться до Рен, називаючі її соромом раси прибульців. Згодом навчає Рен кулінарії.
Сейю: Накахара Маі
Хікороу Оікава (яп. 及川 彦郎) — однокласник та один з найкращих друзів Такея. № 1 в клубі Любителів ДіарС та великий любитель порнофільмів.
Сейю: Ямагуті Каппеі
Ніа (яп. ニア) — ДіарС, яка повинна була повернути Рен в колонію прибульців, але через свою добродушність, забутькуватість та любов поїсти не змогла це зробити. Здається, що вона дуже безвідповідальна особа, але насправді може ставати серьйозною коли це справді необхідно.
Кі (яп. キィ) — ДіарС чоловічої статі. Ходить в ту ж школу, що і сестра Такея — Натсукі. Дуже м'який та доброзичливий, часто виконує функції дипломата. Хоча і не говорить прямо, але дуже не задоволений поділом ДіарС на хазяїв та рабів, тому намагається допомогти Такею та Рен.
Сейю: Савасіро Міюкі
Нацукі Ікухара (яп. 幾原 菜月) — сестра Такея. Дуже любить брата і ревнує його до Рен.
Сейю: Сінтані Руоко
Рубі (яп. ルビ) — голова колонії ДіарС (поки її хазяйка Фіна не може виконувати ці функції). Дуже зарозуміла та жорстока, хоче повернути Рен в колонію за будь-яку ціну.
Сейю: Тойогуті Мегумі

## Аніме
Манґа була адаптована в 13 серійний аніме-серіал студією Bandai Visual. Серіал демонструвався з 10 липня 2004 року по 26 вересня 2004 на телеканалі TV Kanagawa. Компанія Geneon випустила серіал на чотирьох DVD, куди крім оригінального серіалу увійшов додатковий епізод 9.5.

### Список серій
| Номер | Японська назва       | Українська назва           | Дата трансляції |
| ----- | -------------------- | -------------------------- | --------------- |
| 1     | 甘噛みたいの         | Я хочу відкусити солодкого | 11.07.2004      |
| 2     | 小さかったかしら     | Це було дуже маленьке?     | 18.07.2004      |
| 3     | たま！たま！         | М'яч! М'яч!                | 25.07.2004      |
| 4     | 口をふけ             | Рот-винищувач              | 01.08.2004      |
| 5     | トギ……？             | Партнери?                  | 08.08.2004      |
| 6     | 欲求不満ですわ       | Я засмучений               | 15.08.2004      |
| 7     | いやらしい……         | Спокусник                  | 22.08.2004      |
| 8     | マ、マイ・ボール……   | M, мій м'яч...             | 29.08.2004      |
| 9     | チクッとした……       | Це трохи робить боляче     | 05.09.2004      |
| 10    | らんこーするですに！ | У нас буде оргія!          | 12.09.2004      |
| 11    | 経験……してみる？     | Ти хочеш... зробити це?    | 19.09.2004      |
| 12    | ……しかも熱かった     | Крім того, це було гаряче  | 26.09.2004      |

### Додаткові серії
| Номер | Японська назва                  | Українська назва    | Дата трансляції |
| ----- | ------------------------------- | ------------------- | --------------- |
| OVA   | 金の玉ですの                    | Це золотий м'яч?    | 16.03.2005      |
| OVA   | DearS前夜祭～はじめてなんです～ | Діарс в перший раз? | 29.10.2004      |

### Музика
Love Slave (яп. ラブスレイブ) — сингл за аніме «DearS». Автор тексту та композитор — Момоі Харуко. Аранжування — Койке Масая. Виконує група Under17.
Список композицій:
1. Love slave
2. 1+1
3. Love slave (караоке)
4. 1+1 (караоке)

## Манґа
Манґа «DearS» групи манґак Peach-Pit виходила в сьонен журналі «Dengeki Comic Gao!» з березня 2002 року по 17 грудня 2005 року. Всього вийшло 8 томів і манґа офіційно вважається закінченою.

### Томи манґи
| Том | Японською        | Японською              | Англійською       | Англійською            | Англійською |
| Том | Дата виходу      | ISBN                   | Дата виходу       | ISBN                   |             |
| --- | ---------------- | ---------------------- | ----------------- | ---------------------- | ----------- |
| 1   | Березень 2002    | ISBN 978-4-8402-2086-6 | 11 січня, 2005    | ISBN 978-1-59532-308-8 |             |
| 2   | 27 вересня, 2002 | ISBN 978-4-8402-2206-8 | 12 квітня, 2005   | ISBN 978-1-59532-309-5 |             |
| 3   | Березень 2003    | ISBN 978-4-8402-2343-0 | 12 липня, 2005    | ISBN 978-1-59532-310-1 |             |
| 4   | 27 вересня, 2003 | ISBN 978-4-8402-2478-9 | 11 жовтня, 2005   | ISBN 978-1-59532-311-8 |             |
| 5   | 27 березня, 2004 | ISBN 978-4-8402-2651-6 | 10 січня, 2006    | ISBN 978-1-59532-797-0 |             |
| 6   | 27 серпня, 2004  | ISBN 978-4-8402-2797-1 | 11 квітня, 2006   | ISBN 978-1-59532-798-7 |             |
| 7   | 26 березня, 2005 | ISBN 978-4-8402-3011-7 | 3 липня, 2006     | ISBN 978-1-59816-185-4 |             |
| 8   | 17 грудня, 2005  | ISBN 978-4-8402-3289-0 | 7 листопада, 2006 | ISBN 978-1-59816-861-7 |             |

## Відеогра
На ігровій платформі PlayStation 2 вийшла гра по мотивам аніме «DearS». За жанром відеогра типовий симулятор побачень. Гравець грає за Такея Ікухара, та проходить через найбільш значущі події аніме та манґи. В грі з'являється нова ДіарС — Тіна (яп. チナ), яка як і Рей, живе в квартирі Такея. Природно, що гравець повинен вибрати одну з ДіарС, щоб зрештою скласти з нею пару.
Гра отримала рейтинг CERO 15.